# Leo Johnen
Leo Johnen (* 5. April 1901 in Essen; † 17. August 1989 in Düsseldorf) war ein deutscher Politiker (GB/BHE) und Mitglied des Niedersächsischen Landtages.

## Leben
Nach der Volksschule und dem Besuch der Oberrealschule in Recklinghausen war Leo Johnen von 1919 bis 1922 im Ruhrgebiet und in Krefeld als Berg- und Maschinenbaupraktikant tätig. Im Jahr 1920 leistete er freiwillig Militärdienst. 

## Wirken
In den Jahren 1923 bis 1924 arbeitete Johnen zunächst als Angestellter des Krefelder Handwerkamtes, ab 1925 in der Nahrungsmittel- und Konservenindustrie als selbstständiger Kaufmann und Handelsvertreter. Ab 1940 wurde er bis 1943 zum Militär dienstverpflichtet. Durch Luftangriffe wurde er 1943 und 1944 in Krefeld ausgebombt. Von 1944 bis 1945 diente er als Soldat. Er geriet in Kriegsgefangenschaft, aus der er 1945 nach Eixe, Landkreis Peine entlassen wurde. 
In der Folge engagierte er sich ab 1948 politisch für die Vertriebenen und Fliegergeschädigten. Im Jahr 1952 wurde er Gemeinderatsmitglied und Kreistagsmitglied, von 1952 bis 1954 Bürgermeister. Vom 6. Mai 1955 bis 5. Mai 1959 war Leo Johnen Mitglied des Niedersächsischen Landtages (3. Wahlperiode). 